# Sandra Faber
Sandra Moore Faber (Boston, 28 de dezembro de 1944) é uma astrônoma estadunidense.
É professora de astronomia e astrofísica da Universidade da Califórnia em Santa Cruz e trabalha no Observatório Lick.
Obteve um B.A. em física em 1966, com elevada distinção, no Swarthmore College. Em 1972 obteve o Ph.D. em astronomia na Universidade Harvard.
Foi eleita para a Academia Nacional de Ciências dos Estados Unidos em 1985, e para a American Philosophical Society em 29 de abril de 2001.
Faber liderou uma equipe, conhecida como Os Sete Samurais, que descobriu uma concentração de massa denominada Grande Atrator. Foi também a principal investigadora da Equipe Nuker, que usou o Telescópio espacial Hubble para vasculhar por buracos negros supermaciços no centro de galáxias. Faber envolveu-se profundamente na fase inicial de uso do Hubble como membro da equipe WFPC-1, sendo responsável por diagnosticar a aberração esférica da lente primária do Hubble.
Faber recebeu em 1985 o Prêmio Dannie Heineman de Astrofísica, em 2006 a Harvard Centennial Medal e em 2009 o Prêmio Bower de Realização em Ciência. Em maio de 2012 foi condecorada com a Medalha Bruce. Em setembro de 2012 recebeu a Medalha Karl Schwarzschild. Recebeu a Medalha de Ouro da Royal Astronomical Society de 2020.
Sandra Faber é co-editora do Annual Review of Astronomy and Astrophysics.
Devido ao número de suas citações, a Clarivate Analytics a coloca como uma das favoritas ao Nobel de Física (Clarivate Citation Laureates) desde 2018.